# Antoni Duda
Antoni Eugeniusz Duda (ur. 25 grudnia 1950 w Starym Sączu) – polski polityk, inżynier i urzędnik, poseł na Sejm VIII kadencji.

## Życiorys
Absolwent Akademii Górniczo-Hutniczej w Krakowie. Pracował w przedsiębiorstwach Remak i Metrem. Na początku lat 90. działał w Porozumieniu Centrum. W latach 1998–2002 był dyrektorem opolskiego oddziału Zakładu Ubezpieczeń Społecznych. Od 1999 jednocześnie zasiadał w radzie Opolskiej Regionalnej Kasy Chorych z rekomendacji Akcji Wyborczej Solidarność. W wyborach samorządowych w 1998 bezskutecznie ubiegał się o mandat radnego sejmiku opolskiego z listy AWS. W 2003 objął stanowisko dyrektora Powiatowego Urzędu Pracy w Opolu.
Związany z Klubem Inteligencji Katolickiej, został prezesem KIK w Opolu. W wyborach parlamentarnych w 2015 wystartował do Sejmu w okręgu opolskim z ramienia Prawa i Sprawiedliwości, uzyskując mandat posła VIII kadencji. W wyborach w 2019 nie został ponownie wybrany. Był później członkiem rady nadzorczej PKP Cargo.

## Życie prywatne
Syn Alojzego i Kingi z domu Rams. Jest bratem Jana Dudy i stryjem Andrzeja Dudy.